# Bisdom Juticalpa
Het bisdom Juticalpa (Latijn: Dioecesis Iuticalpensis) is een rooms-katholiek bisdom met als zetel Juticalpa, in Honduras. Het bisdom is suffragaan aan het aartsbisdom Tegucigalpa. 

## Geschiedenis
Het bisdom werd opgericht op 6 maart 1949, als de territoriale prelatuur Inmaculada Concepción de la B.V.M. en Olancho, uit delen van het aartsbisdom Tegucigalpa. Op 31 oktober 1987 werd het verheven tot bisdom en veranderde van naam naar bisdom Juticalpa. 

## Parochies
Het bisdom had in 2021 een oppervlakte van 23.905 km2 en telde 576.345 inwoners waarvan 85,9% rooms-katholiek was.

## Bisschoppen
- Bernardino Nicola Mazzarella (22 november 1954 - 13 maart 1963)
- Nicholas Anthony D’Antonio Salza (28 december 1963 - 6 augustus 1977)
- Tomás Andrés Mauro Muldoon (1 februari 1983 - 2 februari 2012)
- José Bonello (2 februari 2012 - heden)